# 힐튼 하노이 오페라
힐튼 하노이 오페라(Hilton Hanoi Opera)는 베트남 하노이 바딘군의 옛 프랑스령 시가지(French Quarter)에 위치한 현대식 호텔이다. 2004년부터 2008년까지 〈월드 트래블 어워즈〉(The World Travel Awards)가 수상하는 ‘베트남 선도 호텔’(Vietnam’s Leading Hotel)로 선정되기도 했다.

## 개요
호텔 자체 보다는 주목해야 할 것은 호아로 수용소와의 아이러니한 이름 관계일 것이다. 베트남 전쟁 때 포로로 잡힌 미국 병사들이 수용되었기 때문에 호아로 수용소를 하노이 힐튼으로 불렀다. 포로가 된 미군 병사들은 이 수용소에서  1964년부터 1973년까지 수용되었고, 그들 중에는 타계한 존 매케인 전 상원의원과 같은 유명인사도 있었다. 이곳은 26년 후인 1996년에 신축 개장하게 된 호텔이다.
‘힐튼 하노이 오페라’라는 이름에서 알 수 있듯이 하노이 오페라 하우스와 붙어 있으며, 오페라 하우스가 보이는 야외 수영장과 , 체육관, 스파나 사우나가 같은 숙박 시설을 갖추고 있다. 베트남 요리, 카바레 재즈 음악, 연회장, 연회실 등의 서비스도 제공한다.

## 같이 보기
- 하노이 힐튼